# フロッガー (ゲーム)
『フロッガー』（FROGGER）は、1981年にコナミ（後のコナミデジタルエンタテインメント→コナミアミューズメント）が開発し、セガ・エンタープライゼス（後のセガ・インタラクティブ→セガ）およびセガ・グレムリンからアーケードゲームとして発売されたアクションゲームである。現在も人気があり、インターネット上でも同系統の作品が各種配布されている。後の作品にもコナミ自身のものを含め、ゲームやアニメ、テレビ番組、音楽作品などに本作を題材あるいはモチーフとしたものがある。

## 概要
カエルをそれぞれの巣（スイレンの葉）に1匹ずつ送り届けることがゲームの目的である。そのため、プレイヤーは自動車が絶えず行き交う道路や危険の多い川を渡らせなければならない。2人でプレイする場合は同時プレイはできず、交互プレイとなる。
ゲーム評価サイト"Killer List of Videogames"（KLOV）の"Top 10 Videogames"にも毎回選出されている。

## 内容
プレイヤーのカエルは3匹（アーケード版デフォルト設定の場合、設定や機種によっては5匹、7匹の場合もある）から始まる。制限時間内にカエルを5つある巣に帰すことが求められる。本作ではジョイスティックの4方向レバーのみの操作で行う。各方向にレバーを入れるとカエルはその方向に跳ぶ。
プレイヤーは画面最下部にいるカエルを画面最上部の巣まで案内していく。画面下半分には乗用車やトラック、バス、タクシー、バイク、ブルドーザーなど自動車が画面横方向にスピードを出しつつ走行する道路があり、プレイヤーは車に轢かれることのないように上手に道路を渡らせる必要がある。
一方、道路を渡り終えると画面中央には土手があり、画面上半分の丸太が流れワニや亀のいる川を渡る準備をする安全地帯になっている。プレイヤーはカエルを丸太や亀の背中に乗せ、ワニや蛇、カワウソを避けつつ、カエルのいない空きの巣に送り届ける。その時に虫を捕えたり、丸太に居る雌カエルを救助することでボーナス点となる。5匹のカエルを全て巣に戻したらステージクリア。より難易度の高い面に進むこととなる。
以下のような場合プレイヤーのミスとなり、カエルを1匹失う。
- 車に轢かれたとき
- 画面中央や丸太の上で蛇に攻撃を受けたとき
- 丸太や亀の背中に乗り損ね、水中に落下したとき
- 丸太やカメに乗ったまま画面外まで流されたとき
- 乗っている「潜り亀」が川に潜ったとき
- ジャンプした先が浮上したワニの口だったとき
- ジャンプした先が川岸にいるワニの口だったとき
- 亀や丸太の端に乗っていてカワウソに食べられたとき
- 川岸への着地に失敗したとき
- すでにカエルのいる川岸に着地したとき
- 制限時間内にカエルを巣に帰せなかったとき

## 発売の背景
本作はもともと"Highway Crossing Frog"（「踏切カエル」）とのタイトルで発売予定だったが、セガの幹部はそれがゲーム性を表していないと感じたため単に「フロッガー」のタイトルで発売された。また本作は年代を問わず子供たちには特に人気があり、多数の模倣作が製作されたのみならず、グラフィックを向上させ2人同時プレイも可能にした非公式の続編Ribbitも製作された（ロケテストまでは行われたが、コナミとセガとでの権利問題で販売されず）。
発売前の発表では、フロッグ・ジャンプというタイトルであった。
実際には"Highway Crossing Frog"もそれ以前にオフィスコンピュータ、ワシントン大学の心理学科で製作されたImlac PDS-1上で動作する"Freeway"が基となっている。"Freeway"は同大学で行われた人間の短期記憶に関する研究の見返りとして提供されていたもので、コナミの関係者がそれを目にして商品化したのは明らかである。アタリ版は1981年にコレコの『Mr. Do!』をも開発したプログラマー、エド・イングリッシュ率いる会社により開発された。

## 移植・クローン作品
1980年代前期の他のゲーム同様、本作もさまざまな家庭用ゲーム機に移植されている。アメリカにおいてはセガにより、例えばROMカートリッジについてはパーカー・ブラザーズと、磁気メディアについてはシエラ・オンラインといった具合に、複数社とライセンス契約が結ばれた。さらに、シエラは自社が作品を開発していない機種向けに他の開発会社に磁気メディアに関してのサブライセンス契約も行ったため、ROMカートリッジと磁気メディア双方が使える機種に関しては複数のヴァージョンが存在することとなり、例えばAtari 2600版ではパーカー・ブラザーズのROMカートリッジ版、スターパスのカセット版がある。ゲームギア用ソフトもプロトタイプの開発はされていたが、発売はされなかった。

### 日本国内の移植タイトル
日本国内での発売機種および発売元は次の通り。
- FLディスプレイ版 - 学習研究社
- TVボーイ - 学習研究社
- PC-6001 - コナミ
- ぴゅう太 - トミー工業（後のタカラトミー）
- MSX - コナミ
- フロッガー - SCEケンブリッジスタジオ（en:Guerrilla Cambridge）が開発し、PlayStationにて1997年にハズブロージャパン（後のハズブロジャパン）から発売。各ステージのグラフィックに3Dポリゴンならではのアレンジが施されているが、オリジナルの面影を引き継いでいる[2]。日本国外では続編Frogger 2: Swampy's Revengeも2000年にPlayStationにて発売されている。
- コナミGBコレクション VOL.4 - 1998年3月19日発売 ゲームボーイ。コナミのGBソフト4タイトルを1パッケージに収録して発売のオムニバス作品。このシリーズのVOL.4に新規移植としてフロッガーが収録された。BGMは業務用とは異なるオリジナルのものを使用し、画面は上下エリアの切り替え方式に変更された。また、スーパーゲームボーイのカラー表示にも対応している。
- フロッガー - 2003年にゲームキューブ、PlayStation 2にて発売
- フロッガーレスキュー - コナミコンピュータエンタテインメントハワイが開発し、2004年にPlayStation 2にて発売。
- フロッガー 魔法の国の大冒険 - コナミソフトウェア上海が開発。ゲームボーイアドバンス
- フロッガー 古代文明のなぞ - ゲームボーイアドバンス
- フロッガー2 - Xbox Live Arcade
- フロッガーリターンズ - Hijinx Studiosが開発。PlayStation 3（PlayStation Networkオンライン販売）、Wiiウェア、ニンテンドーDSi
- フロッガー3D - Alpha Unitが開発。ニンテンドー3DS
- PlayStation 4、Nintendo Switch（アーケードアーカイブス） - ハムスター

### 日本未発売の移植タイトル
日本未発売の発売機種および発売元は次の通り。
- Frogger II: ThreeeDeep!
- Konami GB Collection VOL.2 - 2000年に欧州市場向けにゲームボーイカラー対応ソフトで発売。大枠は日本版と同様だが画面はカラー化されている。
- Frogger 2: Swampy's Revenge - Blitz Gamesが開発。1997年に発売されたフロッガーの続編として2000年にPlayStationにて発売された
- Frogger: The Great Quest - Papa Yeti Studioが開発。PlayStation 2、Windowsにて発売。3Dアクションゲームとなった。
- Frogger Advance: The Great Quest - ゲームボーイアドバンス
- Frogger: Ancient Shadow - 2005年にPlayStation 2、Xbox、ゲームキューブにて発売
- Frogger: Helmet Chaos - 2005年にニンテンドーDS、PlayStation Portableにて発売
- My Frogger Toy Trials - 2006年にニンテンドーDSにて発売

本作はさまざまな続編作が製作されており、その1つにSCEケンブリッジスタジオが開発し、ハズブロ・インタラクティが1997年にWindows用とPlayStation用に発売したリメイク版"Frogger 3D"（『フロッガー3D』）がある。この『フロッガー3D』ではカエルは緑地にオレンジ色の縞模様となっている。さらに1998年に発売されたこの作品のメガドライブへの移植作は北米での同機向けに発売された最後の作品となり、また同年に発売されたスーパーファミコンへの移植作は北米で公式に発売された最後の作品ともなった。
2003年に発売されたゲームキューブ/PlayStation 2版は3D化が更に進み、ステージ構成がオリジナルとは別物となっているが、Xbox Live Arcade版やWiiウェア版（Frogger Returns）はオリジナルに近いリメイクに回帰している。
正規版以外にも、1984年にZX Spectrum用にDJLソフトウェアが製作した"Froggy"をはじめ、"Hopper"、"Leap Frog"などクローン作品や、ライセンス契約を結ばずにA&FソフトウェアがZX Spectrum用およびBBC Micro用に、イギリスのソロソフトウェアがMZ-700用にそれぞれ製作した"Frogger"など海賊版も多数存在した。

## アーケード版のBGM
本作のアーケード版のメインBGMには、当時放映されていたテレビアニメ、『あらいぐまラスカル』のオープニング曲「ロックリバーへ」が使用されていた。この他にもスタート時には童謡の「犬のおまわりさん」など、ゲーム中のBGMには様々な既存のサウンドが使用されていた。これらのサウンドは家庭用への移植の際には権利関係から一部別の曲に差し替えられている。本作以外でもこの時期のコナミ作品にはテレビアニメなどから既存のサウンドを流用するといったものが多かった。
- 「ロックリバーへ」あらいぐまラスカルOP
- 「犬のおまわりさん」日本童謡
- 「草競馬」アメリカ歌曲
- 「アルプス一万尺」アメリカ民謡
- 「ハローララベル」魔法少女ララベルOP
- 「花の子ルンルン」花の子ルンルンOP
- 「おしえて」アルプスの少女ハイジOP
- 「おれはアーサー」燃えろアーサー 白馬の王子OP
- 「いい日旅立ち」

また、本作ではBGM面において展開に応じてBGMが変更となるなどそれまでの同社の作品と比べ進歩が見られた。